# ليشنجا
ليشنجا (بالإنجليزية: Lichinga)‏ هي مدينة، تتبع Lichinga District ‏، هي عاصمة محافظة نياسا، بلغ عدد سكانها 142٬253 نسمة.

## المناخ
يظهر الجدول التالي التغييرات المناخية على مدار السنة لليشنجا:
| البيانات المناخية لـليشنجا         | البيانات المناخية لـليشنجا | البيانات المناخية لـليشنجا | البيانات المناخية لـليشنجا | البيانات المناخية لـليشنجا | البيانات المناخية لـليشنجا | البيانات المناخية لـليشنجا | البيانات المناخية لـليشنجا | البيانات المناخية لـليشنجا | البيانات المناخية لـليشنجا | البيانات المناخية لـليشنجا | البيانات المناخية لـليشنجا | البيانات المناخية لـليشنجا | البيانات المناخية لـليشنجا |
| الشهر                              | يناير                      | فبراير                     | مارس                       | أبريل                      | مايو                       | يونيو                      | يوليو                      | أغسطس                      | سبتمبر                     | أكتوبر                     | نوفمبر                     | ديسمبر                     | المعدل السنوي              |
| ---------------------------------- | -------------------------- | -------------------------- | -------------------------- | -------------------------- | -------------------------- | -------------------------- | -------------------------- | -------------------------- | -------------------------- | -------------------------- | -------------------------- | -------------------------- | -------------------------- |
| الدرجة القصوى °م (°ف)              | 29.2 (84.6)                | 28.2 (82.8)                | 28.0 (82.4)                | 27.1 (80.8)                | 27.2 (81.0)                | 26.5 (79.7)                | 25.7 (78.3)                | 27.8 (82.0)                | 30.0 (86.0)                | 32.7 (90.9)                | 32.3 (90.1)                | 32.0 (89.6)                | 32.7 (90.9)                |
| متوسط درجة الحرارة الكبرى °م (°ف)  | 24.5 (76.1)                | 24.6 (76.3)                | 24.5 (76.1)                | 23.8 (74.8)                | 22.6 (72.7)                | 21.0 (69.8)                | 20.4 (68.7)                | 22.2 (72.0)                | 25.1 (77.2)                | 27.1 (80.8)                | 26.6 (79.9)                | 24.9 (76.8)                | 23.9 (75.0)                |
| المتوسط اليومي °م (°ف)             | 19.6 (67.3)                | 19.8 (67.6)                | 19.4 (66.9)                | 18.6 (65.5)                | 16.9 (62.4)                | 15.0 (59.0)                | 14.7 (58.5)                | 16.2 (61.2)                | 18.7 (65.7)                | 20.7 (69.3)                | 20.7 (69.3)                | 19.8 (67.6)                | 18.4 (65.1)                |
| متوسط درجة الحرارة الصغرى °م (°ف)  | 16.1 (61.0)                | 16.1 (61.0)                | 15.8 (60.4)                | 14.6 (58.3)                | 12.1 (53.8)                | 9.8 (49.6)                 | 9.4 (48.9)                 | 10.3 (50.5)                | 12.4 (54.3)                | 14.8 (58.6)                | 15.9 (60.6)                | 16.1 (61.0)                | 13.6 (56.5)                |
| أدنى درجة حرارة °م (°ف)            | 12.0 (53.6)                | 13.6 (56.5)                | 11.4 (52.5)                | 8.2 (46.8)                 | 6.9 (44.4)                 | 3.8 (38.8)                 | 3.3 (37.9)                 | 3.2 (37.8)                 | 7.2 (45.0)                 | 9.6 (49.3)                 | 10.2 (50.4)                | 12.0 (53.6)                | 3.2 (37.8)                 |
| الهطول مم (إنش)                    | 222.5 (8.76)               | 224.1 (8.82)               | 201.2 (7.92)               | 91.9 (3.62)                | 24.6 (0.97)                | 2.8 (0.11)                 | 3.6 (0.14)                 | 1.0 (0.04)                 | 3.4 (0.13)                 | 19.4 (0.76)                | 103.0 (4.06)               | 234.6 (9.24)               | 1٬132٫1 (44.57)            |
| متوسط أيام هطول الأمطار (≥ 1.0 mm) | 19.4                       | 16.9                       | 17.8                       | 9.8                        | 2.8                        | 0.7                        | 0.9                        | 0.2                        | 0.6                        | 2.6                        | 9.1                        | 17.8                       | 98.6                       |
| متوسط الرطوبة النسبية (%)          | 87                         | 86                         | 85                         | 82                         | 76                         | 73                         | 67                         | 63                         | 57                         | 52                         | 65                         | 82                         | 73                         |
| ساعات سطوع الشمس الشهرية           | 130.2                      | 130.0                      | 161.2                      | 183.0                      | 232.5                      | 222.0                      | 213.9                      | 241.8                      | 246.0                      | 279.0                      | 201.0                      | 139.5                      | 2٬380٫1                    |
| ساعات سطوع الشمس اليومية           | 4.2                        | 4.6                        | 5.2                        | 6.1                        | 7.5                        | 7.4                        | 6.9                        | 7.8                        | 8.2                        | 9.0                        | 6.7                        | 4.5                        | 6.5                        |
| المصدر: الأرصاد الجوية الألمانية   |                            |                            |                            |                            |                            |                            |                            |                            |                            |                            |                            |                            |                            |

## مدن توأم
المدن التوأم:
- Vila Nova de Poiares [الإنجليزية]‏.

## أعلام
- بيدرو كروز